# Euxesta maculata
Euxesta maculata är en tvåvingeart som beskrevs av Friedrich Georg Hendel 1909.
Euxesta maculata ingår i släktet Euxesta och familjen fläckflugor. Inga underarter finns listade i Catalogue of Life.